# Étreillers
Étreillers es una comuna francesa situada en el departamento de Aisne, de la región de Alta Francia.

## Géografía
Étreillers está situada a 10 km al oeste de San Quintín.

## Demografía
| 977 | 974 | 1 025 | 1 053 | 1 115 | 1 105 | 1 198 | 1 209 |
| Para los censos de 1962 a 1999 la población legal corresponde a la población sin duplicidades (Fuente: INSEE [Consultar]) |     |       |       |       |       |       |       |